# Severo Mallet-Prevost
Severo Mallet-Prevost (Zacatecas, 8 de octubre de 1860-Nueva York, 10 de diciembre de 1948) fue un abogado, ingeniero y jurisconsulto estadounidense quien integró la defensa de Venezuela en el Laudo Arbitral de París durante la disputa de la Guayana Esequiba.

## Biografía
Hijo del cirujano militar Grayson Mallet-Prevost. Su padre había acompañado al ejército norteamericano en la Intervención estadounidense en México (1846-1848), sirviendo como médico de la División del Ejército de los Estados Unidos; posteriormente fue nombrado Cónsul en Zacatecas, México, donde decidió quedarse después de la paz y donde se casó con Marianita Cosio, hija del periodista y escritor Severo Cosio Paniagua, gobernador de Zacatecas durante 1863-1864. 
Cuando contaba solo 5 años, sus padres se trasladaron a Filadelfia, donde cursó sus estudios, graduándose de ingeniero de minas en la universidad de Pensilvania (1881). Regresó a México a ejercer su profesión de ingeniero, pero, en 1883, retornó a Filadelfia a estudiar derecho. En 1885, ingresó al Colegio de Abogados de Pennsylvania y luego, en el del estado de Nueva York. Residenciado en la ciudad de Nueva York, entró como socio en la firma de abogados Curtis, Mallet-Prevost, Colt and Mosle. El perfecto dominio del castellano, heredado de su madre mexicana, lo llevó a especializarse en asuntos legales relativos a Latinoamérica. Por esta razón fue uno de los abogados estadounidenses que integró la defensa de Venezuela en el Laudo Arbitral de París durante la disputa de la Guayana Esequiba.

## Laudo Arbitral de París
Sus condiciones le hacían particularmente apto para integrar la comisión especial que nombró el Congreso de Estados Unidos en 1896, con la misión de determinar la verdadera línea de frontera entre Venezuela y Guayana Británica. Luego, fue escogido por Venezuela como uno de sus abogados en el arbitraje (1897-1899). A raíz del Laudo Arbitral dictado en París (octubre 1899) que le arrebataba a Venezuela unas 60.000 millas cuadradas, Mallet-Prevost, en una serie de cartas privadas, puso de manifiesto sus reservas en cuanto a la sentencia y expresó su denuncia de las arbitrariedades que caracterizaron el proceso y de las cuales había sido él testigo. En 1944, al plantear el gobierno venezolano de manera oficial la rectificación del Laudo de 1899, el anciano Mallet-Prevost, quien había sido uno de los fundadores y primeros presidentes de la Unión Panamericana (1910), fue solicitado como testigo para avalar los fundamentos del reclamo venezolano. 
En esa oportunidad, Mallet-Prevost le dictó a uno de sus compañeros de bufete, Otto Shoenrigk, un memorándum, conocido como el memorándum de Mallet-Prevost, donde precisaba sus denuncias acerca de los vicios del Laudo Arbitral de París, pero con instrucciones de que ese documento solo fuera publicado después de su muerte. Cumpliendo con las instrucciones de Mallet-Prevost, Shoenrigk efectuó la publicación del «Memorándum» en la revista jurídica norteamericana American Journal of International Law en julio de 1949. Este texto suscitó un notable eco en el mundo jurídico y constituyó una de las principales piezas utilizadas por Venezuela para intentar una revisión del Laudo de 1899.

## Memorándum
Después de la muerte de Severo Mallet Prevost, su representante legal Otto Schöenrich hace público en 1949, por expresa disposición de Prevost, un documento escrito por el propio Mallet Prevost en el año 1944, en el cual declara que el Laudo Arbitral fue una componenda política, obra de la presión frente a la justicia, un compromiso de trastienda por el cual "tres jueces que tenían la mayoría dispusieron del territorio de Venezuela, porque los dos jueces británicos no estaban actuando como jueces, sino que lo hacían como hombres del gobierno, como abogados". 
En el documento quedaría confirmado que Fiódor Martens deliberadamente no actuó como juez imparcial, no se guio por los principios apegados al derecho ni de análisis técnico de las evidencias e incluso, según revela el documento, persuadió a una de las partes para que aceptasen una propuesta de solución de la controversia que él mismo había elaborado, alejada de las mismas normas contenidas en el Tratado Arbitral de 1897 y de los principios que rigen el derecho. Este hallazgo dejaría al descubierto una componenda que se produjo con respecto a la decisión del Tribunal Arbitral de París. El documento serviría a Venezuela como uno de varios elementos para realizar una denuncia formal del laudo ante el mundo en 1962.

“…Antes de ir a París, el juez Brewer [abogado norteamericano por Venezuela] y yo nos detuvimos en Londres, y estando allí el señor Henry White, Encargado de Negocios de los Estados Unidos, nos ofreció una pequeña comida a la cual fue invitado el Lord Justicia Mayor Russell [abogado británico]. ... en el curso de la conversación me aventuré a expresar que las decisiones de arbitrajes internacionales debían fundarse exclusivamente en consideraciones legales. Lord Russell respondió inmediatamente: "Estoy enteramente en desacuerdo con usted. Estimo que los arbitrajes internacionales deberían ser conducidos por vías más amplias y tomar en consideración cuestiones de política internacional". Desde aquel momento comprendí que no podíamos contar con Lord Russell para decidir la cuestión fronteriza sobre la base de estricto derecho.
Cuando nos reunimos en París... conocí a Lord Collins [abogado británico]. ... apareció claramente que Lord Collins estaba sinceramente interesado en darse cuenta completa de todos los hechos del caso y en determinar la Ley a éstos aplicable. ... toda su actitud y las numerosas preguntas que formuló eran críticas de las pretensiones británicas y daban la impresión de que se iba inclinando hacia el lado de Venezuela.
Después... los dos árbitros británicos regresaron a Inglaterra y llevaron consigo al señor Martens [abogado ruso, juez en el arbitraje]. Cuando reasumimos nuestros puestos... el cambio en Lord Collins era visible. ... Nos pareció (quiero decir, a la defensa de Venezuela) como si hubiera ocurrido algo en Londres para producir tal cambio.
... una tarde recibí un mensaje del Magistrado Brewer en el cual me decía que él y el Magistrado Fuller [abogado norteamericano por Venezuela] deseaban hablar conmigo. ...
... el Juez Brewer se levantó y me dijo muy excitado: "Mallet-Prevost, es inútil continuar por más tiempo esta farsa pretendiendo que nosotros somos jueces y usted abogado. El Magistrado Fuller y yo hemos decidido revelarle confidencialmente lo que acaba de pasar. Martens ha venido a vernos y nos informa que Russell y Collins están dispuestos a decidir en favor de la línea Schomburgk que, partiendo desde punta Barima en la costa, daría a Gran Bretaña el control de la boca principal del Orinoco; y si nosotros insistimos en comenzar la línea partiendo de la costa en el río Moroco, él se pondrá del lado de los británicos y aprobará la línea Schomburgk como la verdadera frontera". "Sin embargo -añadió- él, Martens, estaba ansioso de lograr una sentencia unánime, y si aceptáramos la línea que él propone, él obtendría la aquiescencia de Lord Russell y Lord Collins...". Lo que Martens proponía era que la línea... comenzara a cierta distancia al sudeste de punta Barima, de modo de dar a Venezuela el dominio de la boca del Orinoco...
Esto es lo que Martens ha propuesto. (...)Lo que tenemos que decidir es si aceptamos la proposición de Martens o suscribimos una opinión disidente. (...)Por lo que acababa de expresar el Magistrado Brewer y por el cambio que todos habíamos observado en Lord Collins, me convencí... que durante la visita de Martens a Inglaterra había tenido lugar un arreglo entre Rusia y Gran Bretaña... y que se había hecho presión, de un modo u otro, sobre Collins, a fin de que siguiera aquel camino. (...)Cuando revelé al general Harrison [consejero norteamericano] lo que acababa de pasar..., calificó la conducta de Gran Bretaña y Rusia en términos que es para mí inútil repetir. Su primera reacción fue la de pedir a Fuller y a Brewer que presentaran una opinión disidente, pero cuando se calmó y estudió el asunto desde un punto de vista práctico, me dijo: "... si algún día se supiera que estuvo en nuestras manos conservar la desembocadura del Orinoco para Venezuela y que no lo hicimos, nunca se nos perdonaría. Lo que Martens propone es inicuo, pero no veo cómo Fuller y Brewer puedan hacer otra cosa que aceptar".
Estuve de acuerdo con el general Harrison y así lo hice saber a los magistrados... La decisión del tribunal fue, en consecuencia, unánime; pero, si bien es cierto que dio a Venezuela el sector en litigio más importante desde un punto de vista estratégico, fue injusta para Venezuela y la despojó de un territorio muy extenso e importante sobre el cual la Gran Bretaña no tenía, en mi opinión, la menor sombra de derecho…
…lo anterior ha sido dictado por mí el 8 de febrero de 1944…."
Otto Schoenrich
Miembro de la firma Curtis, Mallet Prevost, Colt & Mosle
de Nueva York